# Soscaño
Soscaño es una entidad de población española del municipio de Valle de Carranza, perteneciente a la provincia de Vizcaya, en la comunidad autónoma del País Vasco.

## Historia
Hacia mediados del siglo XIX, el lugar, ya por entonces perteneciente al ayuntamiento de Valle de Carranza, tenía contabilizada una población de 220 habitantes. Aparece descrito en el decimocuarto volumen del Diccionario geográfico-estadístico-histórico de España y sus posesiones de Ultramar de Pascual Madoz con las siguientes palabras:

SOSCAÑO: uno de los 4 concejos que constituyen el valle de Carranza, prov. de Vizcaya, part. jud. de Valmaseda, dióc. de Santander. Tiene una parr. independiente, con la advocacion de Sta. Maria, servida por dos beneficiados de provision del diocesano; una escuela concurrida por unos 20 niños; 50 vec. y 220 alm. En su térm., que se estiende cerca de 1/2 leg., está el barrio de Matienzo, y 1 ermita dedicada á San Emeterio y Celedonio. En el monte titulado de la Tablada, hay indicios de haberse esplotado en lo antiguo minas de alcohol.
(Madoz, 1849, p. 510)

En 2022, la entidad singular de población tenía empadronados 291 habitantes y el núcleo de población, 209.

## Patrimonio
Hay en el lugar una iglesia de Santa María.